# John Hill (concepteur de jeux)
Pour les articles homonymes, voir Hill et John Hill (homonymie).
 (septembre 2017).
Si vous disposez d'ouvrages ou d'articles de référence ou si vous connaissez des sites web de qualité traitant du thème abordé ici, merci de compléter l'article en donnant les références utiles à sa vérifiabilité et en les liant à la section « Notes et références ».
John Hill (né le 21 février 1945 et décédé le 12 janvier 2015) était un concepteur américain prolifique de jeux de guerre, notamment connu pour la conception de Squad Leader et son travail sur la série pour la société Avalon Hill.
John Hill a fondé à la fin des années 1960 une entreprise de jeux, Conflict Games et a possédé un magasin de jeux pendant plusieurs années.  
Il a notamment conçu les jeux Verdun, Kasserine Pass, Overlord, Battle For Stalingrad, Tank Leader, Eastern Front, Hué, Johnny Reb et bien d'autres.
John Hill a reçu en 1978 le prix Charles S. Roberts, récompensant les meilleurs jeux ou concepteurs de jeux de guerre.